# Pilrito-de-bico-comprido

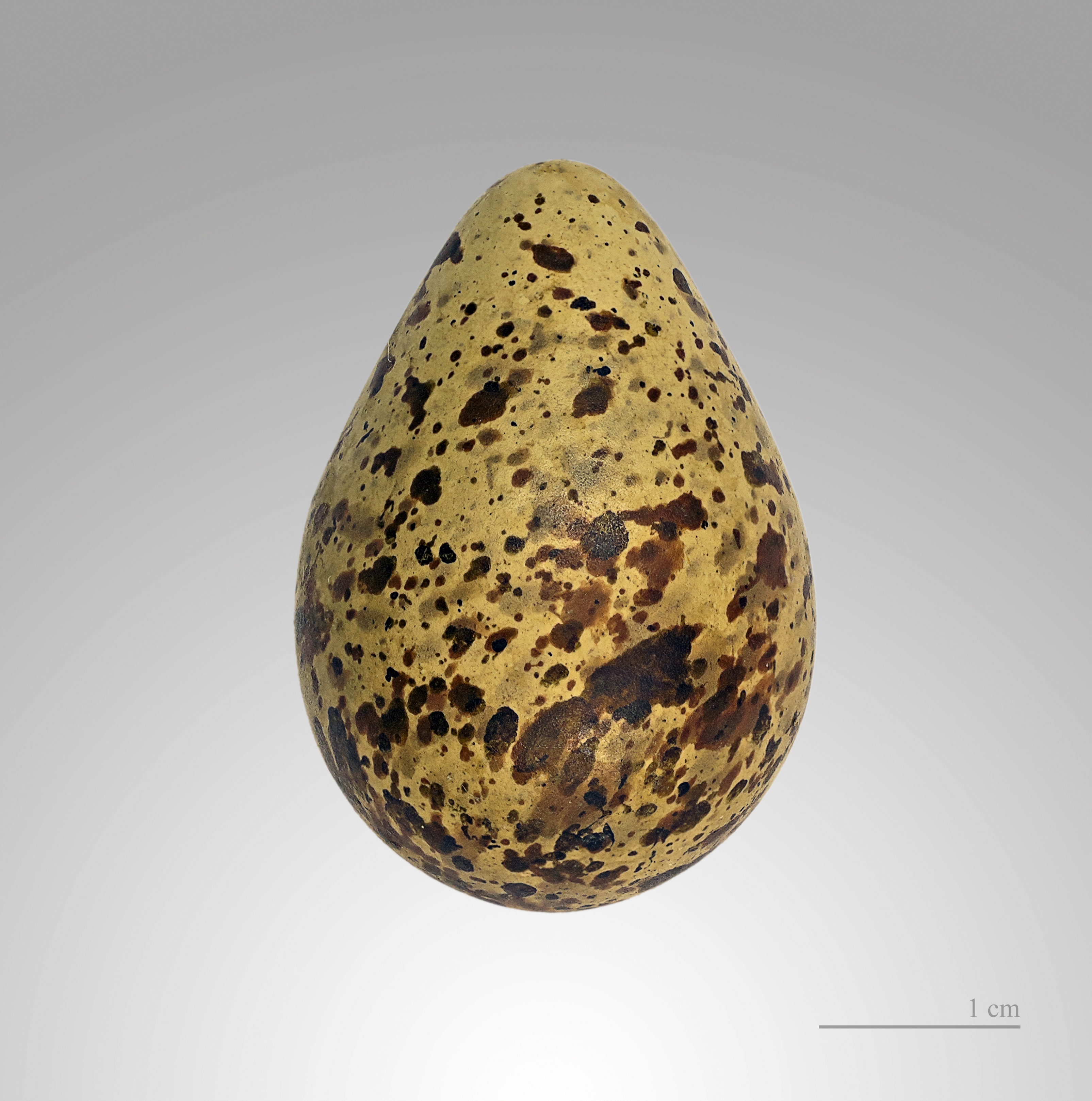
Calidris ferruginea – MHNT

Pilrito-de-bico-comprido (Calidris ferruginea), também conhecido com maçarico-de-bico-curvo (no Brasil), é uma ave da ordem Charadriiformes. É parecido com os outros pilritos, distinguindo-se pelo bico um pouco mais longo e pelo uropígio branco. Os adultos têm a plumagem alaranjada (no Verão), enquanto os imaturos são bege.
Esta espécie nidifica nas regiões árcticas e inverna na costa africana. Em Portugal ocorre principalmente durante os períodos de passagem migratória. Há registros escassos na costa brasileira.

## Subespécies
A espécie é monotípica (não são reconhecidas subespécies).